# Zentral-Amanuban
Zentral-Amanuban (indonesisch Amanuban Tengah) ist ein indonesischer Distrikt (Kecamatan) im Westen der Insel Timor.

## Geographie
| „Dorf“ (Desa/Kelurahan) | Verwaltungssitz | Fläche    | Einwohner |
| ----------------------- | --------------- | --------- | --------- |
| Maunum Niki Niki        | Maunum          | 6,60 km²  | 1.730     |
| Taebesa                 | Taebesa         | 4,36 km²  | 842       |
| Nakfunu                 | Nakfunu         | 8,90 km²  | 749       |
| Oeekam                  | Oeekam          | 8,26 km²  | 732       |
| Baki                    | Baki            | 8,78 km²  | 798       |
| Tumu                    | Tumu            | 20,06 km² | 1.328     |
| Noebesa                 | Noebesa         | 9,40 km²  | 665       |
| Nobi Nobi               | Nobi Nobi       | 7,67 km²  | 3.456     |
| Niki-Niki               | Niki-Niki       | 2,79 km²  | 3.203     |
| Bone                    | Bone            | 5,58 km²  | 919       |
| Sopo                    | Sopo            | 5,32 km²  | 1.374     |

Der Distrikt befindet sich im Zentrum des Regierungsbezirks Südzentraltimor (Timor Tengah Selatan) der Provinz Ost-Nusa-Tenggara (Nusa Tenggara Timur). Im Südwesten liegt der Distrikt Kuan Fatu, im Westen Kuatnana, im Norden Oenino, im Osten Kie und im Süden Kolbano.
Zentral-Amanuban hat eine Fläche von 87,71 km² und teilt sich in die zehn Desa Maunum Niki Niki, Taebesa, Nakfunu, Oeekam, Baki, Tumu, Noebesa, Nobi Nobi, Bone und Sopo. Niki-Niki hat den Status eines Kelurahan. Desa und Kelurahan unterteilen sich wiederum in insgesamt 30 Dusun (Unterdörfer). Der Verwaltungssitz befindet sich in Niki-Niki.  Während Sopo nur auf einer Meereshöhe von 510 m liegt, befindet sich Tumu auf einer Höhe von 843 m und Nobi Nobi auf 846 m über dem Meer. Das tropische Klima teilt sich, wie sonst auch auf Timor, in eine Regen- und eine Trockenzeit. Während von Juli bis Oktober Trockenheit herrscht, fallen die größten Mengen Regen in Dezember, bis April. 2017 wurden 138 gezählt und eine Gesamtniederschlagsmenge von 1168,3 Millimetern registriert.

## Flora
Im Distrikt finden sich unter anderem Vorkommen von Teak und Mahagoni.

## Einwohner
2017 lebten in Zentral-Amanuban 15.796 Einwohner. 7.812 waren Männer, 7.984 Frauen. Die Bevölkerungsdichte lag bei 180 Personen pro Quadratkilometer. Im Distrikt gab es drei katholische und 26 protestantische Kirchen und Kapellen und eine Moschee.

## Geschichte

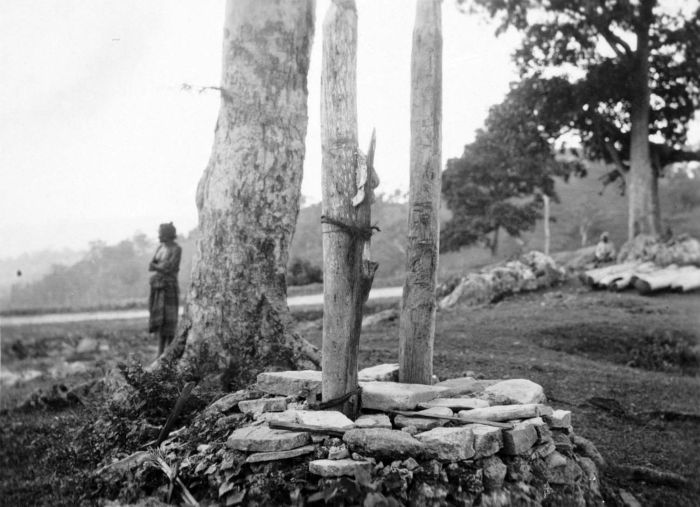
Opferplatz vor dem Haus des Rajas in Niki-Niki (1928/29)

Noch heute ist Niki-Niki der Residenzort des Rajas von Amanuban.
Raja Louis, der wegen seines lange Zeit erfolgreichen Widerstands gegen die niederländischen Kolonialherren bekannt wurde, gilt als Gründer des Ortes. Seit 1980 hält das Amt Raja Nesi Nope von Amanuban. Vor seiner Krönung war er Bürgermeister von Niki-Niki.

## Wirtschaft und Infrastruktur
Die meisten Einwohner des Distrikts leben von der Landwirtschaft. Als Haustiere werden Rinder (3.736), Schweine (5.407), Ziegen (207) und Hühner (9.073) gehalten. Auf 1.711 Hektar wird Mais angebaut, auf 1.638 Hektar Maniok, auf fünf Hektar Süßkartoffeln, auf sieben Hektar Erdnüsse und auf 15 Hektar Mungbohnen. Reis wird im Distrikt nicht kultiviert. Weitere landwirtschaftliche Produkte sind Zwiebeln, indischer Senf, Bohnen, Chili, Tomaten, Auberginen, Gurken, Kürbisse, Spinat, Avocados, Mangos, Orangen, Papayas und Bananen.
In Zentral-Amanuban gibt es 17 Grundschulen, fünf Mittelschulen und drei weiterführende Schulen. Zur medizinischen Versorgung stehen ein kommunales Gesundheitszentrum (Puskesmas), ein medizinisches Versorgungszentrum (Puskesmas Pembantu) und ein Hebammenzentrum (Polindes) zur Verfügung. Drei Ärzte, sechs Hebammen und acht Krankenschwestern sind im Distrikt ansässig.